# 鮑里西夫卡 (文尼察區)
49°4′20″N 29°11′17″E / 49.07222°N 29.18806°E

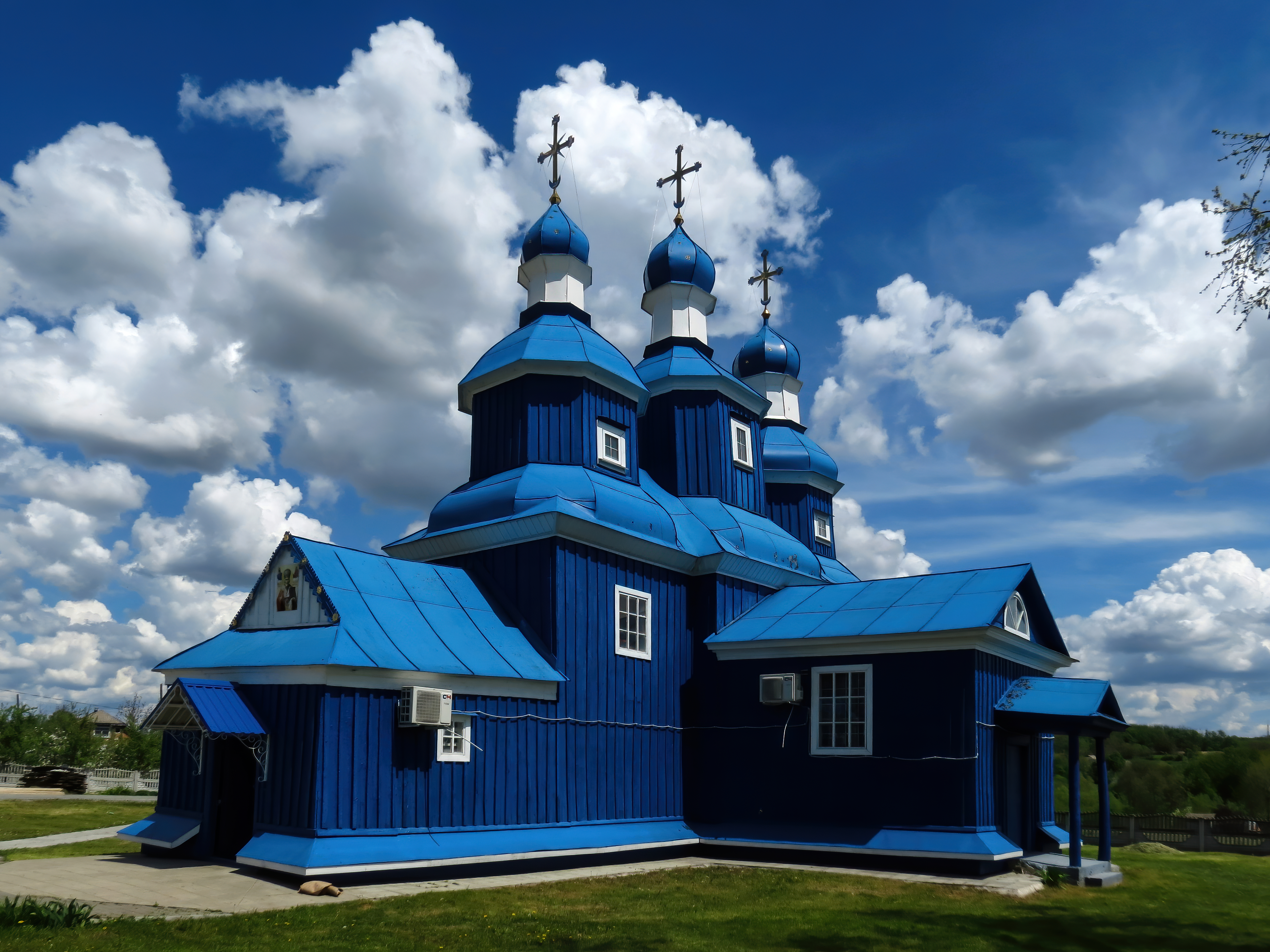
教堂

鲍里西夫卡（烏克蘭語：Борисівка），是烏克蘭西南部文尼察州文尼察區伊林齊市鎮的村落。處於維亞佐維齊亞河畔，始建於1637年，面積2.13平方公里，海拔高度229米，2001年人口592。